# Marisela Godoy
Marisela Valentina Godoy Estaba (Caracas, Venezuela) es una abogada venezolana, actualmente magistrada de la Sala Penal del Tribunal Supremo de Justicia de Venezuela.

## Carrera judicial
Marisela egresa como abogada de la Universidad Central de Venezuela (UCV), donde también obtiene un posgrado en ciencias penales y criminológicas. 
Godoy empieza su carrera judicial en 1975 en calidad de asistente de tribunal en el juzgado sexto de departamento de la circunscripción judicial de Caracas, y posteriormente es designada como abogada auxiliar de la defensoría pública octava, defensora pública primera de reenvío nacional y presidenta de los defensores públicos, juez titular por concurso de oposición del juzgado octavo de primera instancia en lo penal, juez sexto de primera instancia en funciones de juicio y juez superior de la corte de apelaciones del circuito judicial penal del área metropolitana de Caracas, hasta jubilarse en 2002 como presidenta de la sala octava de la corte de apelaciones.
En mayo de 1999, la juez 45 de primera instancia penal, María del Carmen La Riva Ron, acusó a Godoy de formar parte de una “tribu judicial” junto con sus colegas Norma Cabrera y Aracelis Salas Viso y el magistrado Carlos Moreno Brant. De acuerdo con La Riva Ron, quien en ese entonces aspiraba a ser fiscal general de Venezuela, la “tribu judicial” se encargaba de imponer jueces y amañar expedientes. El portal Runrun.es reseñó que Godoy fue militante del partido Acción Democrática.

## Magistrada del Tribunal Supremo de Justicia
El 28 de diciembre de 2014 Godoy es juramentada en la Asamblea Nacional como magistrada principal de la Sala de Casación Civil del Tribunal Supremo de Justicia. En 2017 criticó la convocatoria de la Asamblea Nacional Constituyente convocada por Nicolás Maduro. El 1 de mayo de 2019, después del levantamiento contra Nicolás Maduro, denunció a través de un comunicado que los magistrados integrantes del Tribunal Supremo desconocían el contenido de una sentencia que se emitiría el mismo día sobre los hechos, decidiendo abandonar la sede del Tribunal como protesta.